# Chondrilla caribensis
Chondrilla caribensis är en svampdjursart som beskrevs av Rützler, Duran och Piantoni 2007. Chondrilla caribensis ingår i släktet Chondrilla och familjen Chondrillidae.
Artens utbredningsområde är Belize.

## Underarter
Arten delas in i följande underarter:
- C. c. caribensis
- C. c. hermatypica